# Nicolas Oulianoff
Nicolas Oulianoff, né le 15 janvier 1881 à Saint-Pétersbourg et mort à Pully le 3 juin 1977, est un géophysicien vaudois.

## Biographie
Fils de révolutionnaires, Nicolas Oulianoff suit ses parents dans leur exil en Sibérie. Libérée, la famille revient à Saint-Pétersbourg et le jeune homme entre à l'Institut technologique de la ville en 1898. En 1900, son engagement politique le contraint à quitter la Russie pour l'Allemagne où il s'inscrit à l'École polytechnique de Munich. Manquant de ressources et toujours militant actif, il doit interrompre ses études, travaille çà et là puis passe dans la clandestinité. En 1913, il s'installe en Suisse, reprend ses études sous la conduite de Maurice Lugeon, les interrompt à nouveau en 1917 quand la Révolution le rappelle chez lui. En 1919, il fuit à nouveau et revient définitivement en Suisse.
En 1920, Nicolas Oulianoff présente sa thèse de géologie sur le Massif de l'Arpille. Chargé de cours de minéralogie et pétrographie, directeur ad interim entre 1920 et 1922 du Laboratoire de minéralogie et pétrographie installé à Rumine, il assure la direction du Laboratoire de géophysique générale et appliquée dès sa création en 1938 jusqu'en 1951. Sa carrière le conduit au poste de professeur ordinaire de géophysique appliquée et générale et de topographie d'exploitation en 1945. Il prend sa retraite en 1951 et crée un fonds à son nom pour financer des voyages scientifiques pour enseignants et étudiants avancés en minéralogie, géologie et géophysique.
Membre actif des sociétés savantes nationales et internationales, dont la Société vaudoise des sciences naturelles, la Société géologique d'Amérique, etc., Nicolas Oulianoff est aussi un expert sollicité pour les grands travaux, barrages et tunnels. 